# Драпеза, Владислав Леонидович
Владислав Леонидович Драпеза (бел. Уладзіслаў Леанідавіч Драпеза; род. 31 августа 2001, Гомель) — белорусский футболист, полузащитник клуба «Белшина».

## Карьера

### «Гомель»

#### Начало карьеры
Воспитанник футбольной академии «Гомеля». В 2018 году начал выступать за дублирующий состав гомельского клуба. В январе 2020 года на правах арендного соглашения присоединился к гомельскому «Бумпрому», вместе с которым выступал во Второй лиге. По окончании сезона покинул клуб по окончании срока арендного соглашения. Вернувшись в «Гомель» продолжил выступать за дублирующий состав клуба. В марте 2022 года подписал с клубом свой первый профессиональный контракт. Дебютировал за клуб 3 апреля 2022 года в матче против мозырской «Славии», выйдя на замену на 76 минуте. Первым результативным действием за клуб отличился 22 апреля 2022 года в матче против борисовского БАТЭ, отдав голевую передачу. Вместе с клубом стал обладателем Кубка Беларуси, где в финале 21 мая 2022 года победили борисовский БАТЭ, однако сам участие в матче не принимал. 

#### Аренда в «Локомотив» Гомель
В июле 2022 года на правах арендного соглашения присоединился к гомельскому «Локомотив», соглашение с которым рассчитано до конца сезона. Дебютировал за клуб 14 августа 2022 года в матче против «Орши», выйдя на поле в стартовом составе. Дебютным забитым голом за клуб отличился 28 августа 2022 года в матче против рогачёвского «Макслайна», реализовав пенальти. Своим первым забитым гдублем за клуб отличился 1 октября 2022 года в матче против «Слонима-2017». По итогу сезона вместе с клубом завершил чемпионат на итоговом шестом месте. На протяжении сезона выступал за гомельский клуб в роли одного из основных игроков, отличившись 3 забитыми голами. По окончании срока арендного соглашения покинул клуб.

#### Сезон 2023 (аренда в «Локомотив» Гомель)
Новый сезон начал 25 февраля 2023 года с матча за Суперкубок Беларуси, где в финале с минимальным счётом уступили солигорскому «Шахтёру». Первый матч в чемпионате сыграл 9 апреля 2023 года против гродненского «Немана», выйдя на замену на 89 минуте. В июле 2023 года на правах арендного соглашения присоединился к гомельскому «Локомотиву», соглашение с которым рассчитано до конца сезона. Первый матч за клуб сыграл 5 августа 2023 года в матче против «Островца», выйдя на замену на 72 минуте. Первым в сезоне забитым голом за клкб отличился 16 августа 2023 года в матче против петриковского «Шахтёра». По итогу сезона вместе с клубом завершил чемпионат на итоговом четвёртом месте. На протяжении сезона выступал за клуб в роли одного из основных игроков, отличившись 2 забитыми голами. По окончании срока аренды покинул клуб.

#### Аренда в «Бумпром»
В феврале 2024 года находился в распоряжении гомельского «Бумпрома». В марте 2024 года официально присоединился к клубу на правах арендного соглашения присоединился, соглашение с которым рассчитано до конца сезона. Первый матч за клуб сыграл 6 апреля 2024 года в матче против клуба АБФФ U-17, выйдя на замену на 64 минуте. В начале ноября 2024 года выбыл из распоряжения гомельского клуба. По итогу сезона вместе с клубом завершил чемпионат на итоговом девятом месте в турнирной таблице. На протяжении сезона выступал за клуб преимущественно в роли игрока замены, результативными действиями не отличившись. По окончании срока арендного соглашения покинул клуб.

#### Сезон 2025
В феврале 2025 года покинул «Гомель», расторгнув контракт со соглашению сторон. Однако в скором времени присоединился ко второй команде клуба «Гомелю-2». Дебютировал за клуб 29 марта 2025 года в матче против гомельского «Локомотива», выйдя на поле в стартовом составе и отличившись своими дебютными забитыми голами, оформив дубль. Первоначально продолжал выступать за гомельский клуб как ключевой игрок, однако затем стал реже попадать в заявку на матчи и оставаться на скамейке запасных. В конце июля 2025 года покинул распоряжение клуба. Всего за клуб успел отличиться 2 забитыми голами.

### «Белшина»
В августе 2025 года на правах свободного агента присоединился к бобруйской «Белшине», подписав контракт до конца сезона. Дебютировал за клуб 9 августа 2025 года в матче против «Барановичей», выйдя на замену на 83 минуте.

## Достижения
«Гомель»
- Обладатель Кубка Беларуси: 2021/22